# 圣伊莎贝尔国家森林
圣伊莎贝尔国家森林（英語：San Isabel National Forest）是美国的一座国家森林，面积4,533.42平方公里，是科羅拉多州的11座美国国家森林之一，阿爾伯特峰位于境内。